# Ferdinand Lucius (Unternehmer)
Ferdinand Lucius (* 10. Mai 1830 in Erfurt; † 2. August 1910 ebenda) war ein deutscher Unternehmer und Politiker der Deutschen Reichspartei. Er war Mitglied des Deutschen Reichstags und des Preußischen Abgeordnetenhauses.

## Leben
Ferdinand Lucius war der Sohn von Sebastian Lucius. August Lucius, Eugen Lucius und Robert Lucius von Ballhausen waren seine Brüder.
Nach dem Tod seiner Mutter Marianne übernahm er von dieser 1863 die Leitung des Textilunternehmens Joh. Anton Lucius.
Von 1866 bis 1876 war er Stadtverordneter in Erfurt und von 1877 bis 1884 Stadtrat. Von 1867 bis 1899 gehörte er dem Provinziallandtag der Provinz Sachsen an. Er war von 1867 bis 1871 und von 1883 bis 1906 Präsident der Handelskammer Erfurt. Außerdem war er Vorsitzender der Gewerbekammer für den Regierungsbezirk Erfurt.
Von 1886 bis 1903 war er Mitglied des Preußischen Abgeordnetenhauses für den Wahlkreis Erfurt 4. Dabei wurde seine 1893 erfolgte Wahl 1895 für ungültig erklärt, er wurde aber wiedergewählt.
Bei der Reichstagswahl 1890 wurde er im Reichstagswahlkreis Regierungsbezirk Erfurt 4 in den Reichstag gewählt, dem er bis 1893 angehörte.
Lucius wurde 1893 in die Akademie gemeinnütziger Wissenschaften zu Erfurt aufgenommen. Er wurde mit dem Ehrentitel eines Kommerzienrats und später mit dem eines Geheimen Kommerzienrats ausgezeichnet. Die Stadt Erfurt verlieh ihm 1910 die Ehrenbürgerwürde.
Seine Ehe mit Wilhelmine Wirth blieb kinderlos. Die Leitung des Familienunternehmens übernahm 1906 sein Großneffe Walter von Nathusius. Zu diesem Zeitpunkt galt Lucius als reichster Bürger Erfurts.